# Meiosimyza brevimana
Meiosimyza brevimana är en tvåvingeart som beskrevs av Papp 1981. Meiosimyza brevimana ingår i släktet Meiosimyza och familjen lövflugor. Inga underarter finns listade i Catalogue of Life.